# أصيل الحربي
أصيل علي الحربي (بالإنجليزية: Aseel Ali Al-Harbi)؛ مواليد 27 مارس 2000 في السعودية، هو لاعب كرة قدم سعودي يلعب في نادي الجبيل.

## مسيرة اللاعب
لعب في الفئات السنية في نادي الاتحاد والنادي الأهلي انضم لبرنامج الابتعاث السعودي لكرة القدم 2019 مع مجموعة من اللاعبين للابتعاث الخارجي لاكتساب الخبرات والمشاركة أمام فرق من مختلف الدرجات في إسبانيا وغيرها من الدول الأوروبية وقع عقد في صيف 2021 مع نادي بورتيمونينسي تحت 23 سنة البرتغالي لمدة موسم. و وقع مع نادي أبها مطلع عام 2023 وانتقل إلى النادي الفيصلي في صيف 2023 وانتقل إلى نادي الجبيل في عام 2024.